# Saint-Étienne-du-Valdonnez
Saint-Étienne-du-Valdonnez è un comune francese di 666 abitanti, situato nel dipartimento della Lozère nella regione dell'Occitania.

## Società

### Evoluzione demografica
Abitanti censiti